# Prayers on Fire
Prayers on Fire – album zespołu The Birthday Party, został wydany w kwietniu 1981 przez wydawnictwo 4AD. Płyta jest właściwie pierwszym pełnym wydawnictwem międzynarodowym zrealizowaną pod nazwą "The Birthday Party". Pomimo to, że zespół definitywnie opuścił Australię aby zdobywać popularność w Anglii, płyta została nagrana w Melbourne, pomiędzy grudniem 1980 a styczniem 1981. Członkowie lokalnego zespołu z Melbourne Equal Local, wspomogli zespół w nagraniu utworu "Nick the Stripper" (Saksofon tenorowy został nagrany przez Micka Hausera, który został błędnie opisany na okładce jako "Mick Hunter").

## Spis utworów
1. "Zoo-Music Girl" (Rowland S. Howard, Nick Cave) – 2:38
2. "Cry" (Cave) – 2:42
3. "Capers" (Howard, Genevieve McGuckin) – 2:39
4. "Nick the Stripper" (Cave) – 3:52
5. "Ho-Ho" (McGuckin, Howard) – 3:07
6. "Figure of Fun" (Cave, Howard) – 2:48
7. "King Ink" (Cave, Howard) – 4:41
8. "A Dead Song" (Cave, Anita Lane) – 2:13
9. "Yard" (Cave) – 5:04
10. "Dull Day" (Howard) – 3:04
11. "Just You and Me" (Cave, Mick Harvey) – 2:03
12. "Blundertown" (Howard) – 3:10 (tylko na CD)
13. "Kathy's Kisses" (Cave) – 4:05 (tylko na CD)

## Skład zespołu
- Nick Cave – śpiew, saksofon, perkusja
- Rowland S. Howard – gitara, śpiew, saksofon
- Mick Harvey – organy, pianino, gitara, śpiew
- Tracy Pew – gitara basowa, klarnet
- Phill Calvert – perkusja
- Phillip Jackson – trąbka
- Mick Hauser – Saksofon tenorowy
- Stephen Ewart – puzon